# Dudgeoneidae
Dudgeoneidae (лат.) — небольшое семейство ночных бабочек.
Распространены от Африки и Мадагаскара до Австралии и Новой Гвинеи.

## Систематика
Включает в себя один-единственный род: Dudgeonea
Виды:
- Dudgeonea actinias (Turner, 1902) — Австралия
- Dudgeonea lychnocychla (Turner, 1945) — Австралия
- Dudgeonea polyastra (Turner, 1933) — Австралия
- Dudgeonea malagassa (Viette, 1958) — Мадагаскар